# فالكون الثقيل
«فالكون الثقيل» (بالإنجليزية: Falcon Heavy)‏ هي مركبة إطلاق للرفع الثقيل قابلة لإعادة الاستخدام جزئيًا صُممت وصُنعت من قبل شركة «سبيس إكس». استُمد تصميمها من مركبة «فالكون 9» وتتكون من المرحلة الأولى لمركبة فالكون 9 التي جرى تعزيزها لتمثل المرحلة المركزية بالإضافة لصاروخين معززين جانبيين كمرحلتين أوليتين إضافيتين. تتمتع مركبة فالكون الثقيل بأعلى سعة حملٍ بين مركبات الإطلاق التشغيلية حاليًا، وثاني أعلى سعة حمل لأي صاروخ على الإطلاق وصل إلى المدار، بعد «ساتورن 5»، وثالث أعلى سعة حمل لأي صاروخ مداري جرى إطلاقه (بعد ساتورن 5 و«إنرجيا»).
أجرت شركة سبيس إكس عملية إطلاق فالكون الثقيل الأولى في 6 فبراير 2018، الساعة 3:45 مساءً بتوقيت شرق الولايات المتحدة. حمل الصاروخ سيارة «تيسلا رودستر» الخاصة بمؤسس الشركة «إيلون مسك»، كحمولة تجريبية. جرى الإطلاق الثاني للمركبة في 11 أبريل 2019 وعادت جميع الصواريخ المعززة الثلاث بنجاح إلى الأرض. جرى الإطلاق الثالث بنجاح في 25 يونيو 2019. ومنذ ذلك الحين، اعتُمدت مركبة فالكون الثقيل في «برنامج الإطلاق الفضائي للأمن القومي».
صُممت مركبة فالكون الثقيل لتكون قادرةً على حمل البشر إلى الفضاء إلى ما بعد المدارات الأرضية المنخفضة. على الرغم من ذلك، فاعتبارًا من فبراير 2018، لا تخطط سبيس إكس لنقل الأشخاص على متن فالكون الثقيل، ولا متابعة عملية «اعتماد تصنيف النقل البشري» لنقل رواد فضاء ناسا. ستُستبدل مركبتا فالكون الثقيل وفالكون 9 بنظام إطلاق مركبة «ستارشيب» الفضائية.

## نظرة تاريخية
نوقشت مفاهيم مركبة فالكون الثقيل لأول مرة 2004. في عام 2005، أُشير إلى مفهوم مركبة مكونة من ثلاث مراحل معززة تحمل اسم فالكون 9 الثقيل من قبل الشركة قبل إطلاق فالكون 9.
كشفت سبيس إكس النقاب عن خططها لمركبة فالكون الثقيل للعامة في مؤتمر صحفي في العاصمة واشنطن في أبريل 2011، مع توقع إطلاق رحلة تجريبية أولية في عام 2013.
تسببت عدة عوامل بتأخير الرحلة الأولى لمدة 5 سنوات حتى عام 2018، بما في ذلك ظهور عيوب في مركبات فالكون 9، التي تطلبت تخصيص جميع الموارد الهندسية لتحليل الأعطال، ما أوقف عمليات الطيران لعدة أشهر. كان الدمج بين الصواريخ الثلاث الأساسية لفالكون 9 والتحديات الهيكلية المتعلقة بذلك أكثر صعوبة مما كان متوقعًا.
في يوليو 2017، قال إيلون مسك: «تبين بالفعل صعوبة بناء فالكون الثقيل أكثر مما كنا نعتقد ... حقًا أصعب مما كنا نظن في البداية. لقد كنا ساذجين بشأن ذلك».
انطلقت الرحلة التجريبية الأولية لفالكون الثقيل في 6 فبراير 2018، الساعة 3:45 مساءً بتوقيت شرق الولايات المتحدة، إذ حملت المركبة حمولة تجريبية، وهي سيارة تيسلا رودستر الخاصة بمسك، إلى ما ورا مدار المريخ.

### مفهوم المركبة وتمويلها
ذكر مسك فالكون الثقيل في تحديث لأخبار الشركة في سبتمبر 2005، في إشارة إلى طلب أحد العملاء قبل 18 شهرًا من ذلك. استُكشفت حلول مختلفة باستخدام مركبة «فالكون 5» المخطط لها (التي لم تُطلق أبدًا)، ولكن الحل الموثوق الوحيد والفعال من ناحية التكلفة هو استخدام مرحلة أولى مزودة بتسع محركات - فالكون 9. طُورت مركبة فالكون الثقيل برأس مال خاص، إذ قال مسك أن التكلفة كانت أكثر من 500 مليون دولار. لم تحصل الشركة على تمويل حكومي لتطوير المركبة.

### التصميم والتطوير
يعتمد تصميم فالكون الثقيل على هيكل مركبة فالكون 9 ومحركاتها.
بحلول عام 2008، كانت سبيس إكس تهدف للإطلاق الأول لفالكون 9 في عام 2009، في حين ستطلق «فالكون 9 الثقيل في غضون عامين». أثناء حديثه في مؤتمر «جمعية المريخ» عام 2008، أشار مسك أيضًا إلى توقعاته ببناء مرحلة عليا تعمل بوقود الهيدروجين بعد عامين أو ثلاث من ذلك (أي في عام 2013).
بحلول أبريل 2011، فُهمت قدرات وأداء مركبة فالكون 9 بشكل أفضل، إذ أنجزت سبيس إكس مهمتين تجريبيتين ناجحتين إلى مدار أرضي منخفض (إل إي أوه)، تضمنت إحداها إعادة تشغيل محرك المرحلة الثانية. في مؤتمر صحفي في «النادي الوطني للصحافة» في العاصمة واشنطن في 5 أبريل 2011، صرح مسك أن فالكون الثقيل «سيتمتع بسعة حمل إلى المدار أو «سرعة إفلات» أكبر من أي مركبة في التاريخ، بعد صاروخ ساتورن 5 القمري ... وصاروخ إنرجيا السوفيتي». في نفس العام، مع الزيادة المتوقعة في الطلب على كلتا المركبتين، أعلنت شركة سبيس إكس عن خططها لتوسيع سعة التصنيع «نحو القدرة على إنتاج مرحلة فالكون 9 الأولى أو معززا فالكون الثقيل الجانبيين كل أسبوع ومرحلة عليا كل أسبوعين».
في عام 2015، أعلنت سبيس إكس عن عدد من التغييرات على صاروخ فالكون الثقيل، بالتوازي مع ترقية مركبة «فالكون 9 في 1.1». في ديسمبر 2016، أصدرت سبيس إكس صورة تظهر فيها «المرحلة البينية» لفالكون الثقيل في مقر الشركة في هاوثورن، كاليفورنيا.

## التصميم
تتكون مركبة فالكون الثقيل من صاروخ فالكون 9 جرى تعزيزه ليُمثل المرحلة المركزية بالإضافة لمرحلتين أوليتين من مركبة فالكون 9 اللتان تمثلان صاروخان معززان جانبيان يعملان بالوقود السائل، إذ تشبه المركبة في مفهومها مركبة «دلتا 4 الثقيل» التابعة لبنامج «مركبة الإطلاق المطورة المستهلكة» (إي إي إل في) بالإضافة لمفاهيم مُقترحة لمركبة «أطلس 5 الثقيل» و«أنجارا إيه 5 في». تتمتع مركبة فالكون الثقيل بقدرة أكبر على الرفع أكثر من أي صاروخ تشغيلي آخر، مع حمولة تصل إلى 64000 كيلوغرام (141000 باوند) إلى مدار أرضي منخفض و16800 كيلوجرام (37000 باوند) للدخول في مسار نحو المريخ. صُمم الصاروخ لتلبية أو تجاوز جميع المتطلبات الحالية للتصنيف البشري. إن هوامش السلامة الهيكلية أعلى بنسبة 40% من حمولات التحليق، وهي أعلى من هوامش الصواريخ الأخرى البالغة 25%. صُمم فالكون الثقيل منذ البداية لنقل البشر إلى الفضاء، مع إمكانية إرسال مهام مأهولة إلى القمر أو المريخ.

تتكون المرحلة الأولى من ثلاثة صواريخ مُستمدة من فالكون 9، زُود كل منها بتسعة محركات من نوع «ميرلن 1 دي». تبلغ قوة دفع فالكون الثقيل عند الإطلاق عند مستوى سطح البحر 22819 كيلو نيوتن (5130000 باوند قوة)، من محركات ميرلن 1 دي الـ 27، في حين ترتفع قوة الدفع إلى 24681 كيلو نيوتن (5549000 باوند قوة) أثناء اختراق المركبة للغلاف الجوي. تُدفع المرحلة العليا بواسطة محرك ميرلن 1 دي واحد عُدل للعمل في الفراغ، بقوة دفع تصل إلى 934 كيلو نيوتن (210000 باوند قوة)، و«نسبة تمدد» تبلغ 117:1 وزمن اشتعال للوقود يبلغ 397 ثانية. عند الإطلاق، يعمل الصاروخ المركزي بقدرته القصوى لبضع ثوانٍ للحصول على قوة دفع إضافية، ثم يجري تخفيف قوة دفعه. يتيح هذا وقت اشتعال أطول. بعد انفصال الصاروخان المعززان الجانبيان، تُرفع قوة الصاروخ المركزي للحد الأقصى مرة أخرى. لزيادة الموثوقية عند إعادة التشغيل، يحتوي المحرك على «مشعلان تلقائيا الاشتعال» إضافيين (ثلاثي إيثيل الألومنيوم/ ثلاثي إيثيل البوران) تتكون المرحلة البينية، التي تصل المرحلة العليا بالسفلى في فالكون 9، من هيكل مركزي مركب من الألومنيوم المصنوع من ألياف الكربون. يحدث الفصل بين المراحل عبر أطواق معدنية قابلة لإعادة الاستخدام ونظام دفعي مضغوط بالهواء. صُنعت جدران الخزان والقباب لفالكون 9 من سبائك الألومنيوم والليثيوم. تستخدم سبيس إكس خزان ملحوم بالكامل بطريقة «اللحام الاحتكاكي الحركي». خزان المرحلة الثانية لفالكون 9 هو ببساطة نسخة أقصر من خزان المرحلة الأولى ويستخدم معظم الأدوات والمواد وتقنيات التصنيع نفسها. يقلل هذا النهج من تكاليف التصنيع أثناء إنتاج المركبة. 

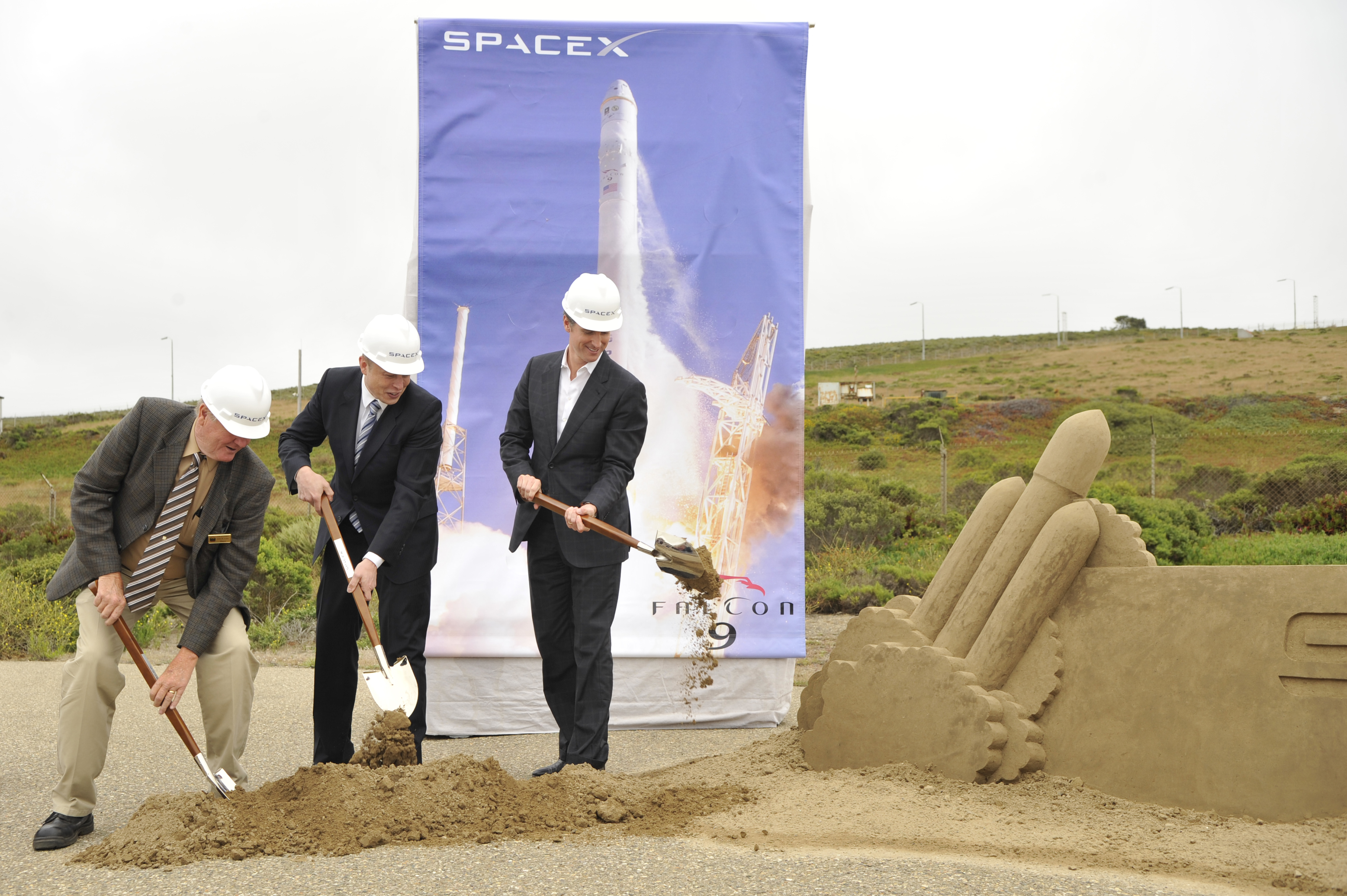
سبيس إكس تحفر الأرض في فاندنبرغ F SLC-4E لمنصة اطلاق فالكون الثقيلة